# Того на Светском првенству у атлетици на отвореном 2013.
Того је учествовао на Светском првенству у атлетици на отвореном 2013. одржаном у Москви од 10. до 18. августа а представљао га је један такмичар који се такмичио у трци на 200 метара.,
На овом првенству Того није освојио ниједну медаљу нити је постигнут неки резултат.

## Учесници
Мушкарци 
- Yendountien Tiebekabe — 200 м

## Резултати

### Мушкарци
| Атлетичар             | Дисциплина | Лични рекорд | Квалификације | Квалификације | Полуфинале           | Полуфинале           | Финале               | Финале       | Детаљи |
| Атлетичар             | Дисциплина | Лични рекорд | Резултат      | Место         | Резултат             | Место                | Резултат             | Место        | Детаљи |
| --------------------- | ---------- | ------------ | ------------- | ------------- | -------------------- | -------------------- | -------------------- | ------------ | ------ |
| Yendountien Tiebekabe | 200 м      | 21,69        | 21,85         | 7. у гр 4     | Није се квалификовао | Није се квалификовао | Није се квалификовао | 47 / 55 (56) |        |